# Tossal del Pinetell
El Tossal del Pinetell és una muntanya de 412 metres que es troba al municipi de Montblanc, a la comarca de la Conca de Barberà.